# Latita
La latita és una roca ígnia volcànica amb textura afanítica afírica a afírica porfirica. La seva associació mineral presenta feldespat alcalí i plagiòclasi en quantitats semblants. El quars es troba en menys d'un 5 per cent. Quan el quars es troba en més d'un 5 per cent la roca s'anomena quarsolatita. Els minerals accessoris són la biotita, l'hornblenda, els piroxens i l'olivina.
Les latites es troben en algunes laves de Bulgària i com a lacòlits intrusius i en sills a Dakota del Sud (EUA), entre altres localitats.

## Galeria

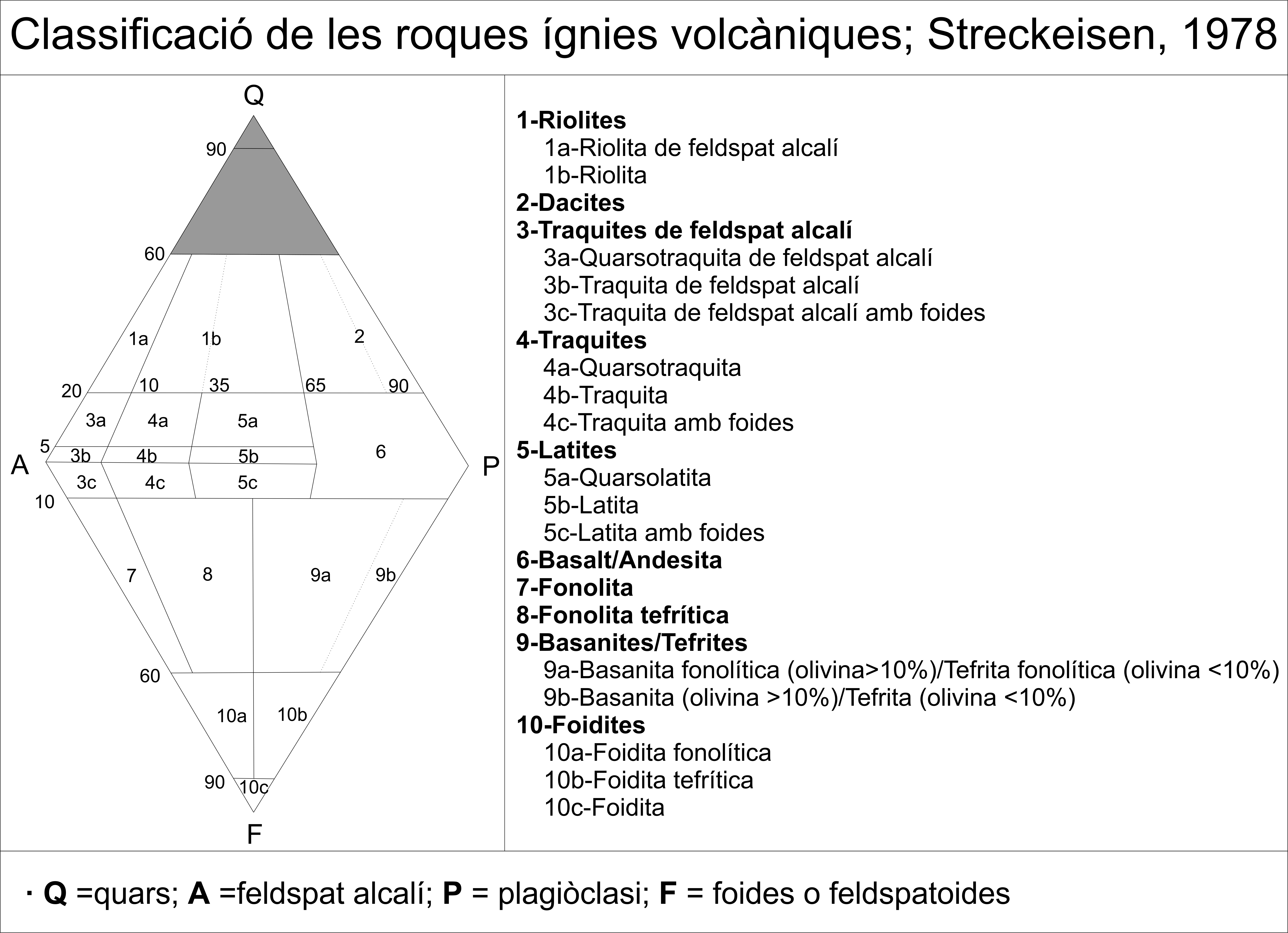
Classificació de les roques ígnies volcàniques segons Streckeisen 1978. La latita es troba al lloc 5b.
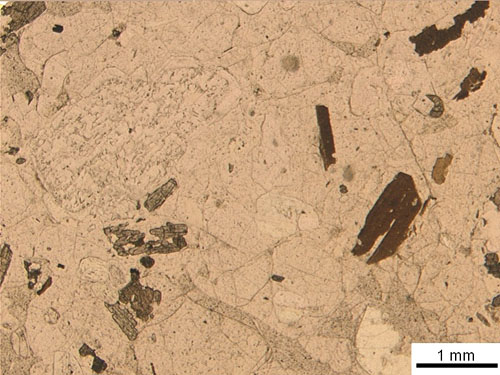
Latita vista en làmina prima mitjançant microscopi òptic
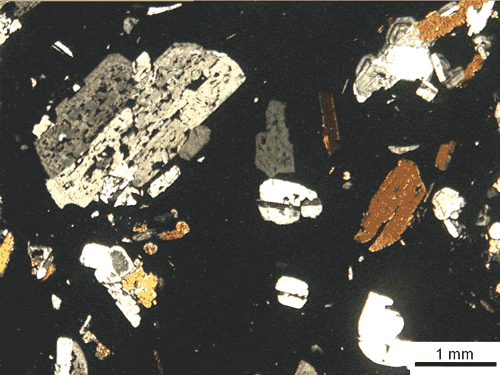
Latita vista en làmina prima mitjançant microscopi òptic